# Durch die Wüste (Spiel)
Durch die Wüste ist ein Brettspiel für zwei bis fünf Personen von Reiner Knizia und erschien 1998 auf Deutsch bei Kosmos mit Illustrationen von Claus Stephan. Mayfair Games vertrieb anschließend das deutsche Kosmos-Spiel mit einer englischen Anleitung. 2000 erschien dann eine englischsprachige Version als Through the Desert bei Fantasy Flight Games mit Illustrationen von Brian Schomburg.
Eine mehrsprachige Neuauflage (englisch, niederländisch, finnisch, französisch, ungarisch, italienisch, spanisch, griechisch) von Fantasy Flight Games erschien dann 2005 mit Illustrationen von Brian Schomburg und Scott Nicely. Diese Version wurde mit unterschiedlichen Titeln und unterschiedlichen Cover-Deckeln, die von John Gravato illustriert wurden, aber identischem Inhalt und identischer Schachtelunterseite vertrieben (PS Games in den Niederlanden, Ubik in Frankreich, Edge Entertainment in Spanien, Esdevium Games in Großbritannien und Irland, Nexus in Italien, Fantasy Shop in Griechenland, Delta Vision in Ungarn, lautapelit.fi in Finnland).

## Spielausstattung
- 1 Spielplan
- 170 Kamele in fünf Farben
- 5 graue Kamele
- 30 Reiterfiguren
- 5 Oasen
- 45 Wasserstellen
- 20 Oasen-Chips
- 10 Karawanen-Chips
- 10 Gebiets-Chips

## Spielablauf
Jeder Spieler versucht mit seinen Karawanen auf dem Spielplan, möglichst lange Karawanen zu bilden.
Das Augenmerk der Spieler liegt dabei auf den wenigen Oasen und vielen Wasserlöchern, die den Spielplan ergänzen.
Um die Karawanen voneinander unterscheiden zu können, beginnen die Karawanen jeweils mit einem Kamel, auf dem ein
Reiter in der Farbe des Spielers sitzt.
Die Spieler setzen nun reihum 2 beliebige Kamele auf das Hexagonfeld und bilden so verschieden farbige Karawanen.
Derjenige Spieler, der dabei viele Oasen erreicht und Wasserstellen besetzt, bekommt auch viele Punkte.
Extrapunkte gibt es für das vollständige Einschließen von Oasen oder freien nicht besetzten Hexagonfeldern.
Zum Schluss gibt es zusätzlich für die längste Karawane in einer der fünf verschiedenen Farben noch Bonuspunkte.
Das Spiel endet, wenn von einer Farbe das letzte Kamel auf dem Plan gestellt wurde.
Es gewinnt der Spieler mit den meisten Punkten.